# Pfarrkirche Großjedlersdorf

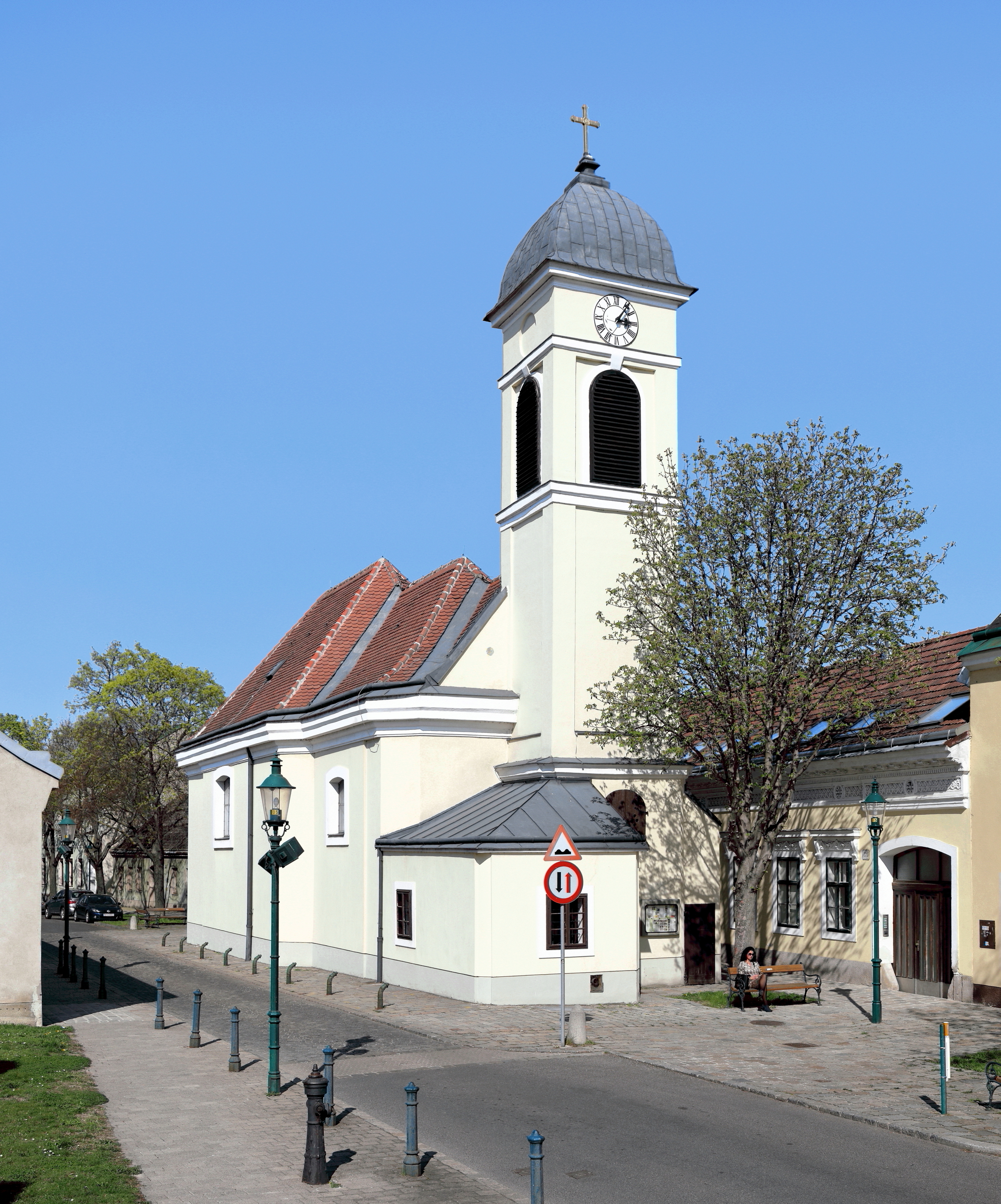
Katholische Pfarrkirche hl. Karl Borromäus in Wien-Großjedlersdorf

Die Pfarrkirche Großjedlersdorf (auch: Wallfahrtskirche Klein-Maria-Taferl) ist eine römisch-katholische Pfarrkirche im Bezirksteil Großjedlersdorf des 21. Wiener Gemeindebezirks Floridsdorf. Die Pfarre liegt im Stadtdekanat 21 des zur Erzdiözese Wien gehörenden Vikariates Wien Stadt. Sie ist dem heiligen Karl Borromäus geweiht. Das Bauwerk steht unter Denkmalschutz.

## Lagebeschreibung
Die Kirche steht im Gehsteigbereich der Hauptstraße des ehemaligen selbständigen Straßendorfes Jedlersdorf, und engt die Amtsstraße im Bereich der Kirche auf eine einspurige Fahrbahn ein.

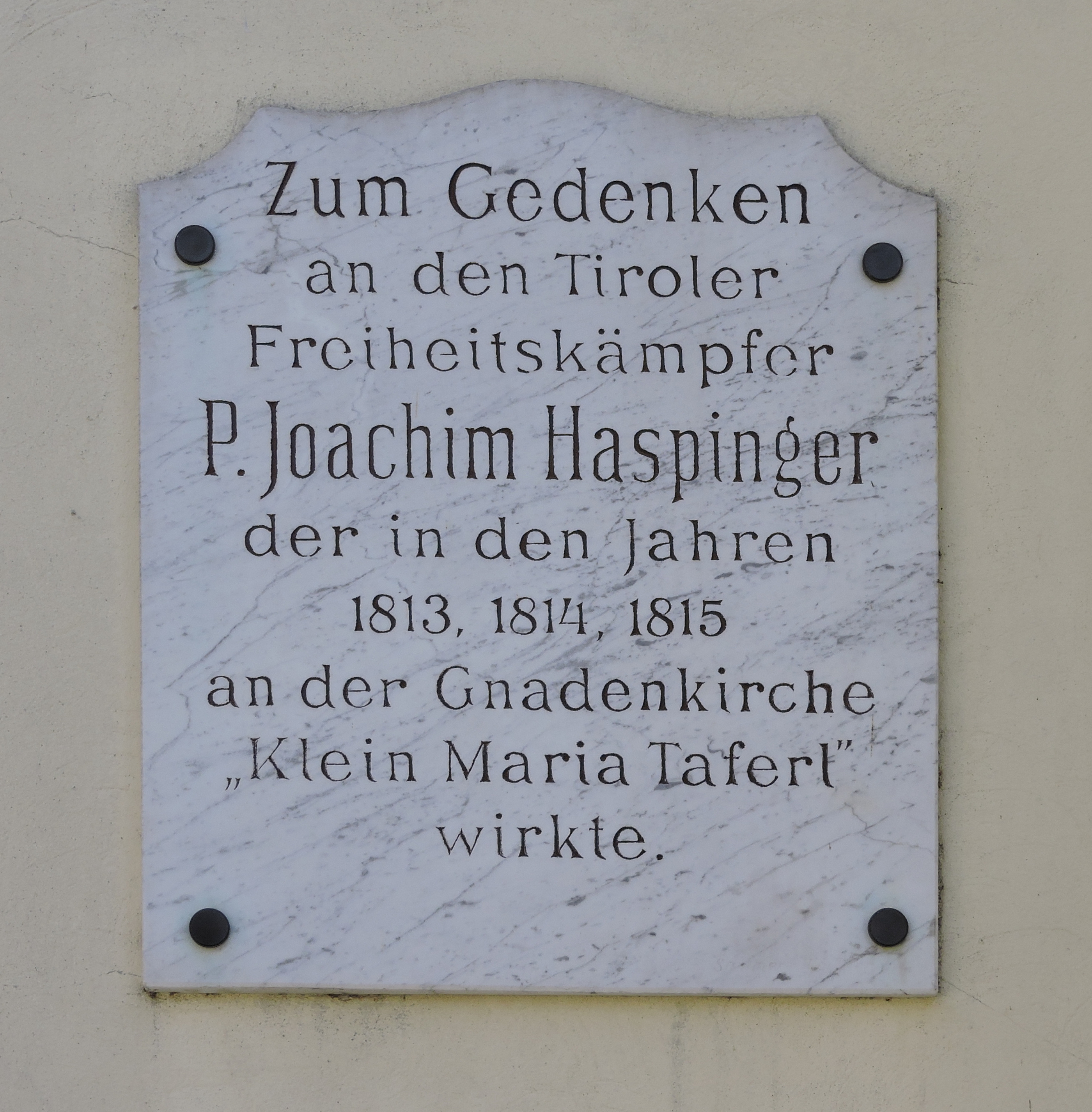
Gedenktafel für Pater Joachim Haspinger an der Außenfassade

## Geschichte
Von 1538 bis 1583 war Jedlersdorf bereits eine eigene Pfarre. Davor und danach gehörte der Ort bedingt durch den Mangel an katholischen Priestern zur Pfarrkirche Kagran.
Die 37 Überlebenden der Pest von 1713 bis 1714 des Ortes Jedlersdorf errichtete aus Dankbarkeit eine Holzkapelle, die in der Folge mehrmals erweitert wurde, zuletzt 1764.
Als im Jahre 1748 Jedlersdorf durch einen Brand verwüstet wurde, warf man, so berichtet eine Sage, das Marienbild Klein-Maria-Taferl in die Flammen. Das Bild fand man später unversehrt unter verkohlten Trümmern. In der Folge suchten viele Wallfahrer die Wallfahrtskirche Klein-Maria-Taferl auf, um vor der Flammen-Madonna zu beten.
1783 wurde die Kirche von Josef II. als eigene Pfarre bewilligt, und dem heiligen Karl Borromäus in Erinnerung an die Pest geweiht, wie auch ein eigener Friedhof am damaligen Ortsrand errichtet. Das Gotteshaus wurde 1785 neuerlich vergrößert und mit einem Turm versehen. Im Zuge der Kampfhandlungen bei der Schlacht bei Wagram wurde der Ort Jedlersdorf 1809 niedergebrannt. Auch die Kirche erlitt Schaden und wurde bis 1822 wiederhergestellt. Ein Mitstreiter von Andreas Hofer, der Kapuzinerpater Joachim Haspinger aus Tirol, war in dieser Zeit von 1813 bis 1815 Pfarrer der Kirche.
Von 1970 bis 1997 war der Komponist Raimund Weissensteiner Priester in der Pfarre.

## Architektur
Die einschiffige Kirche mit kleinräumigen angebauten Nebenräumen, ein ungegliederter Bau mit leicht ausladendem Hauptraum, etwas niedrigerem rechteckigem Chor im Süden sowie trapezförmigem Eingangsjoch mit Giebelfassade, steht frei in der Amtsstraße von Jedlersdorf. Das Walmdach ist mit Biberschwanzziegeln gedeckt. Im Süden ist asymmetrisch der Turm mit Welscher Haube vorgestellt. Das Gebäude umläuft ein kräftiges Kranzgesims. In der Fassade sitzen Rechteck- und Stichbogenfenster. Der dreijochige Saalraum ist einheitlich gegliedert und hat Platzlgewölbe über Doppelgurten und seichten Schildbögen.

## Ausstattung

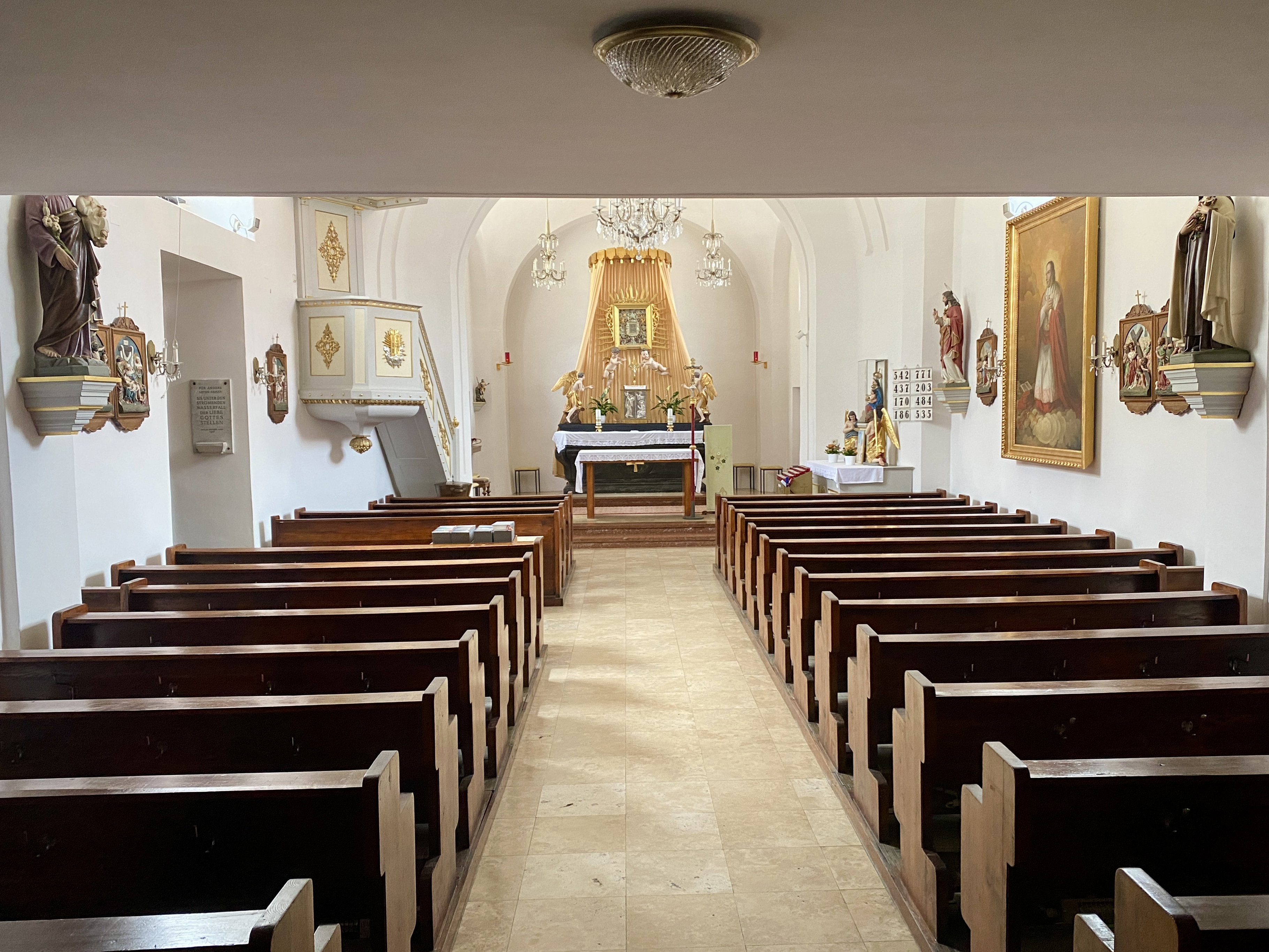
Blick zum Hochaltar

Der Hochaltartisch mit anbetenden Engelfiguren stammt aus der Mitte des 19. Jahrhunderts. Das Hochaltarbild ist das vorher erwähnte Gnadenbild der Mutter Gottes, das 1748 in die Flammen geworfen wurde. Es ist eine Druckgrafik einer gekrönten Pietà und nur 15 × 20 cm groß. Auf der rechten Seite (der Straße zugewandt) befindet sich ein Gemälde von A. Nigg (1838), das den Kirchenpatron Karl Borromäus darstellt.
An Figurenschmuck sind Skulpturen des hl. Johannes der Täufer auf dem Taufbecken, der Heiligen Judas Thaddäus, Antonius von Padua, Josef und Therese von Lisieux, ein Kruzifix vermutlich aus der zweiten Hälfte des 18. Jahrhunderts sowie Kreuzwegreliefs von Ende des 19. oder Anfang des 20. Jahrhunderts vorhanden. Die Orgel aus 1932 mit 10 Registern stammt von Johann M. Kauffmann.